# Chen Long
Chen Long (谌龙S, Chén LóngP; Hubei, 18 gennaio 1989) è un giocatore di badminton cinese, campione olimpico nel singolo ai Giochi olimpici di Rio de Janeiro 2016 e vincitore della medaglia di bronzo nel singolo ai Giochi olimpici di Londra 2012.

## Palmarès
- Giochi olimpici

Londra 2012: bronzo nel singolo.
Rio de Janeiro 2016: oro nel singolo.
Tokyo 2020: argento nel singolo.
- Mondiali

Copenaghen 2014: oro nel singolo.
Jakarta 2015: oro nel singolo.
- Giochi asiatici

Guangzhou 2010: oro a squadre.
Incheon 2014: argento nel singolo e a squadre.
- Campionati asiatici

Suwon 2009: argento nel singolo.
Chengdu 2011: bronzo nel singolo.
Qingdao 2012: bronzo nel singolo.
Taipei 2013: argento nel singolo.
Wuhan 2015: bronzo nel singolo.
Wuhan 2016: argento nel singolo.